# Qualea multiflora
Qualea multiflora är en tvåhjärtbladig växtart. Qualea multiflora ingår i släktet Qualea och familjen Vochysiaceae.

## Underarter
Arten delas in i följande underarter:
- Q. m. multiflora
- Q. m. pubescens